# Allez les mages !
Allez les mages ! (Unseen Academicals dans la version originale) est le trente-troisième livre des Annales du Disque-monde, saga écrite par Terry Pratchett. Il a été publié en octobre 2009 en Grande-Bretagne puis en octobre 2010 en France chez les éditions L'Atalante, traduit par Patrick Couton.
Il s'agit d'une parodie des supporters du football.

## Résumé
Pour continuer à toucher une importante dotation, l'Université Invisible doit mettre sur pied une équipe de football. Or, le football, à Ankh-Morpork, est un jeu de rue, dangereux et aux règles floues. Dans le même temps, un nouvel employé est arrivé au service de l'Université: le premier gobelin habitant la cité. Un lourd secret semble l'entourer.

## Adaptation
En 2011, Sky1 a confirmé la production d'Allez les Mages!. Ce sera la quatrième adaptation produite par la chaîne de télévision.